# Operátor výběru
Operátor výběru je v logice operátor nad formulemi zavedený Davidem Hilbertem vracející term, pro který formule platí. V logice prvního řádu například platí {\displaystyle \exists x.P(x)\supset P(\varepsilon x.P)}. Formalismus podporující operátor výběru se nazývá ε-kalkulus.
Operátor výběru lze použít k eliminaci kvantifikátorů, neboť platí
{\displaystyle \exists x.P(x)\supset P(\varepsilon x.P)}
a
{\displaystyle \forall x.P(x)\supset P(\varepsilon x.\neg P)}.
Term {\displaystyle \varepsilon x.\neg P} ve druhé ekvivalenci reprezentuje imaginární prvek, pro který formule platí, platí-li pro celé universum. V tomto smyslu je ekvivalentní Henkinovým svědkům pro univerzální kvantifikaci: {\displaystyle P(\varepsilon x.\neg P)\supset \forall x.P(x)}